# Blog 27
A Blog27 egy lengyel tini együttes. Két tagja volt: Ala (Alicja) és Tola. Ma az együttest csak Tola alkotja, mert Ala kilépett. Ala azt nyilatkozta, azért szállt ki, mert a folyamatos turnézás miatt nem marad ideje tanulmányaira. Tola új albuma a megjelenés napján aranylemezzé vált hazájában.
Tola és Ala 1992. november 27-én születtek. Első kislemezük, az Uh La La La listavezető lett a németországi Bravo slágerlistán.[forrás?] Első nagy európai turnéját a Blog 27 a Tokio Hotel kísérő csapataként tette meg. Első albumuk, a LOL éppen Tola és Alicja születésnapján jelent meg. Uh La La La, Hey Boy (Get Your Ass Up) és Wid Out Ya című klipjeik Magyarországon is sikert arattak.[forrás?].
2008. április 18-án megjelent az új album Before I'll Die címmel. A megjelenés napján aranylemezzé vált Lengyelországban.[forrás?] Az album első klipje, a Cute (I'm Not Cute) Emo stílusú videó lett.[forrás?] 2008. április 10-én volt a klippremier, a legnagyobb videómegosztó portálon azóta már több, mint 3 millióan megnézték. Ezt követte a Fuck U!!! című klip, mely 2008 szeptemberében debütált, és szintén EMO stílusú.
2008-ban Tola Amerikába költözött, ahol elvégzett egy zene iskolát. 2010-ben elkészítette a Hey Boy (Get Your Ass Up) című slágerük új verzióját, melyben már Ala nélkül énekel.
2011-ben Tola új videoklipje, a Don't Go melyben már új külsejével tűnik fel. A Don't Go című szerzemény a harmadik stúdióalbum beharangozó dala, szövegét és zenéjét is maga Tola készítette. Tola jelenleg a lengyel híresség/menedzser Maja Sablewska-val dolgozik együtt.
Ismét sok évnyi kihagyás után 2018-ban Tola bejelentette, hogy megjelenik első nagylemeze, de nem jelent meg, csupán egy kislemezt adott ki, Ala eközben már nem szólóban, hanem egy együttesben énekel, nekik viszont megjelent 2018-ban egy nagylemezük.
A Blog27-nek hivatalosan is vége lett 2008-ban.

## Diszkográfia
- LOL (2005) (300 ezer eladott példány)
- Before I’ll Die (2008) (40 ezer eladott példány, ebből 25 ezer az első héten)

## Videográfia
- Uh La La La (2005)
- Hey Boy (Get Your Ass Up) (2006)
- Wid Out Ya (2006)
- I Still Don't Know Ya (2006)
- Who I Am? (2006)
- Cute (I’m Not Cute) (2008)
- Fuck U! (2008)
- Don't Go (2011)

## Tagok
- Tola Szlagowska (vokál)
- Janek Szlagowski (dob 2006-2009)
- Aleksander "Alek" Miliw-Baron (gitár 2006-2009)
- Adam Miliw-Baron (billentyűk 2006-2009)
- Paweł "Justin" Rosiak (basszusgitár 2006-2009)
- Maria Foryś (tánc 2006-2009)
- Sylwia Dymek (tánc 2006-2009)
- Alicja "Ala" Boratyn (vokál, 2005-2006)

## Fordítás
- Ez a szócikk részben vagy egészben  a   Blog 27 című angol Wikipédia-szócikk fordításán alapul.  Az eredeti cikk szerkesztőit annak laptörténete sorolja fel. Ez a jelzés csupán a megfogalmazás eredetét és a szerzői jogokat jelzi, nem szolgál a cikkben szereplő információk forrásmegjelöléseként.